# Frederic Tootell
Frederic Delmont "Fred" Tootell (9. září 1903 Lawrence – 29. září 1964 Wakefield-Peacedale (Rhode Island)) byl americký atlet, olympijský vítěz v hodu kladivem z roku 1924.
S kladivářským tréninkem začal v šestnácti letech. V roce 1923 se stal mistrem USA v této disciplíně. Nejúspěšnější sezónou se pro něj stal rok 1924, kdy obhájil mistrovský titul a zároveň zvítězil v soutěži kladivářů na olympiádě v Paříži výkonem 53,295 m. Rok po olympiádě skončil (ve 22 letech) s aktivní sportovní dráhou a začal pracovat jako trenér.